# Sitson Ma
Ma Sitson (chinesisch 馬思聰 / 马思聪, Pinyin Mǎ Sicōng, * 7. Mai 1912 in Haifeng, Guangdong; † 20. Mai 1987 in Philadelphia, Pennsylvania, Vereinigte Staaten) war ein chinesischer Violinvirtuose und Komponist.
Ma Sitson studierte am Konservatorium von Nancy und nahm in Paris Violinunterricht. 1931 kehrte er nach China zurück, wo er als Violinist wirkte und in Guangzhou eine Musikschule gründete. 1937 wurde er Professor an der Universität von Kanton. Nach dem Zweiten Weltkrieg war er Musiklehrer und Dirigent in Shanghai, Taipeh, Tianjin und Peking. In der Folge der Kulturrevolution emigrierte er 1967 in die USA. 
Er komponierte zwei Sinfonien und eine sinfonische Dichtung, ein Violinkonzert, kammermusikalische Werke, darunter eine Mongolische und eine Tibetische Suite für Klavier und Violine, drei Kantaten, Volkslieder für Chor a cappella und mehrere Liederzyklen.